# Raven Saunders
Pour les articles homonymes, voir Saunders.
Raven Saunders (naissance le 15 mai 1996) est une personnalité américaine non binaire de l'athlétisme, spécialiste du lancer du poids, vice-championne olympique en 2021 à Tokyo.

## Biographie
Raven Saunders naît le 15 mai 1996.
Vice-championne du monde junior du lancer du poids en 2014 dans la catégorie femmes, Raven Saunders remporte en 2015 le titre des Jeux panaméricains juniors.
En 2016, Saunders termine 5e des Jeux olympiques de Rio à tout juste 20 ans. Le 24 juin 2017, Saunders remporte les championnats des États-Unis avec un jet à 19,76 m, nouveau record personnel. Mais en août, aux championnats du monde de Londres, l'athlète ne termine que 10e avec 17,86 m.
Le 6 février 2018, à 21 ans, Raven Saunders met un terme à sa carrière sportive à la suite de lourds ennuis de santé,, avant de revenir finalement à la compétition en avril suivant. L'athlète raconte avoir sombré dans une terrible dépression durant cette période, et avoir même pensé au suicide.
Après une blessure à la hanche qui la handicape sérieusement en 2019 et 2020, Saunders revient à son plus haut niveau en 2021 et porte son record personnel à 19,96 m lors des sélections olympiques américaines d'Eugene. Aux Jeux olympiques de Tokyo, Saunders se fait remarquer en qualifications par son look particulier, avec son masque Joker, ses lunettes miroir futuristes et ses cheveux teints en vert et violet. Remportant facilement les qualifications pour la finale, l'athlète décroche la médaille d'argent avec un lancer mesuré à 19,79 m, derrière la Chinoise Gong Lijiao. 
En 2024, lors des Jeux olympiques de Paris, Saunders se classe onzième au lancer de poids femmes,. 
Saunders est ouvertement lesbienne, et s'implique particulièrement dans la défense des droits de la communauté LGBT, le rappelant notamment en croisant ses bras pour former un « X » sur le podium, après sa médaille d’argent au JO de Tokyo. Raven Saunders est non binaire et utilise le pronom they, rendu en français par iel.

## Palmarès

### International
| Date | Compétition                        | Lieu             | Résultat | Marque  |
| ---- | ---------------------------------- | ---------------- | -------- | ------- |
| 2014 | Championnats du monde juniors      | Eugene           | 2e       | 16,63 m |
| 2015 | Championnats panaméricains juniors | Edmonton         | 1re      | 18,27 m |
| 2016 | Championnats NACAC espoirs         | San Salvador     | 1re      | 18,49 m |
| 2016 | Jeux olympiques                    | Rio de Janeiro   | 5e       | 19,35 m |
| 2017 | Championnats du monde              | Londres          | 10e      | 17,86 m |
| 2018 | Ligue de diamant                   | Ligue de diamant | 2e       | 19,64 m |
| 2018 | Coupe continentale                 | Ostrava          | 1re      | 19,74 m |
| 2021 | Jeux olympiques                    | Tokyo            | 2e       | 19,79 m |
| 2024 | Jeux olympiques                    | Paris            | 11e      | 17,79 m |

### National
- Championnats des États-Unis d'athlétisme
  - vainqueur du lancer du poids en 2017

## Records
| Épreuve         | Performance | Lieu   | Date         |
| --------------- | ----------- | ------ | ------------ |
| Lancer du poids | 19,96 m     | Eugene | 24 juin 2021 |